# Gleby strefowe
Gleby strefowe (zonalne, autonomiczne, klimaksowe, geochemicznie niezależne) — gleby, których występowanie uzależnione jest głównie od warunków klimatycznych występujących na danym obszarze np: od opadów i temperatury. Są one charakterystyczne dla danej strefy bioklimatycznej. 

## Podziały gleb strefowych ze względu na strefę klimatyczną
I
Pas tropikalny
- wilgotny: czerwonożółte gleby ferralitowe i czerwone gleby ferrralitowe;
- przejściowy: gleby cynamonowoczerwone, gleby czerwonobure, czarne gleby tropikalne;
- suchy: czerwonawe buroziemy, prymitywne gleby pustynne;

Pas subtropikalny
- wilgotny: gleby żółtobrunatne, żółtoziemy, czerwonoziemy i rubroziemy;
- przejściowy: gleby cynamonowe i gleby szarocynamonowe;
- suchy: szaroziemy i prymitywne gleby pustynne;

Pas subborealny
- wilgotny: brunatne gleby leśne, gleby płowe, gleby rdzawe, gleby bielicowe;
- przejściowy: czarnoziemne gleby prerii, szare gleby leśne, czarnoziemy, gleby kasztanowe;
- suchy: buroziemy i szarobure gleby pustynne;

Pas borealny
- bezmarzłociowa strefa tajgi: gleby bielicowe, bielice, podbury, gleby darniowo-bielicowe i gleby płowe;
- marzłociowa strefa tajgi: marzłociowe gleby tajgi;

Pas polarny
- tundrowy: gleby tundrowe, gleby glejowe;
- arktyczny: gleby arktyczne, gleby poligonalne.

II
I równikowa: z wyrównanym klimatem i opadami ponad 100 mm na miesiąc (powyżej 2000 mm rocznie; dwa maksima opadów, deszcze zenitalne)
- równikowe czerwonożółte gleby ferralitowe, bogate w wodorotlenki żelaza i glinu (gleby laterytowe)

II tropikalna (podrównikowa): z letnią porą deszczową i krótkim, lecz wyraźnie chłodniejszym okresem suszy	
- podrównikowe czerwone gleby ferralitowe o małej zawartości próchnicy i dużym stężeniu w górnych partiach wolnych tlenków Al i Fe, przechodzące w gleby cynamonoczerwone i czerwonobure

III subtropikalna (zwrotnikowa): suchy klimat pustynny; skąpe opady	
- szaroziemy i pustynne gleby inicjalne

IV śródziemnomorska (podzwrotnikowa): z deszczową porą zimową i suchym latem
- śródziemnomorskie gleby cynamonowe, terra rossa - ilasta zwietrzelina wapieni i dolomitów, uboga w próchnicę

V umiarkowana: ciepła i wilgotna; z maksimum opadów w lecie i ciepłym klimatem morskim
- czerwone i żółte subtropikalne gleby leśne, nieco zbielicowane

VI umiarkowana: chłodna i wilgotna (nemoralna); z krótkim okresem mrozów	
- leśne gleby brunatne, gleby płowe, słabo zbielicowane

VII umiarkowana: chłodna i sucha (kontynentalna), z mroźną zimą	
- czarnoziemy leśno-stepowe, gleby kasztanowe, buroziemy do szaroziemów

VIII umiarkowana: bardzo chłodna i wilgotna (borealna)	
- gleby bielicoziemne z próchnicą glebową typu mor

IX zimna: podbiegunowa i biegunowa 
- gleby tundrowe